# 苏尔皮基乌斯·盖路斯陨石坑
苏尔皮基乌斯·盖路斯陨石坑（Sulpicius Gallus）是月球正面位于澄海西南边沿的一座小撞击坑，约形成于11亿年前的哥白尼纪，其名称由意大利天文学家乔瓦尼·巴蒂斯塔·里乔利取自古罗马军团指挥官暨执政官，在彼得那战役前夕成功预言了月食的盖厄斯·撒尔庇西斯·凯勒斯（约公元前149年），1935年被国际天文学联合会批准接受。

## 描述

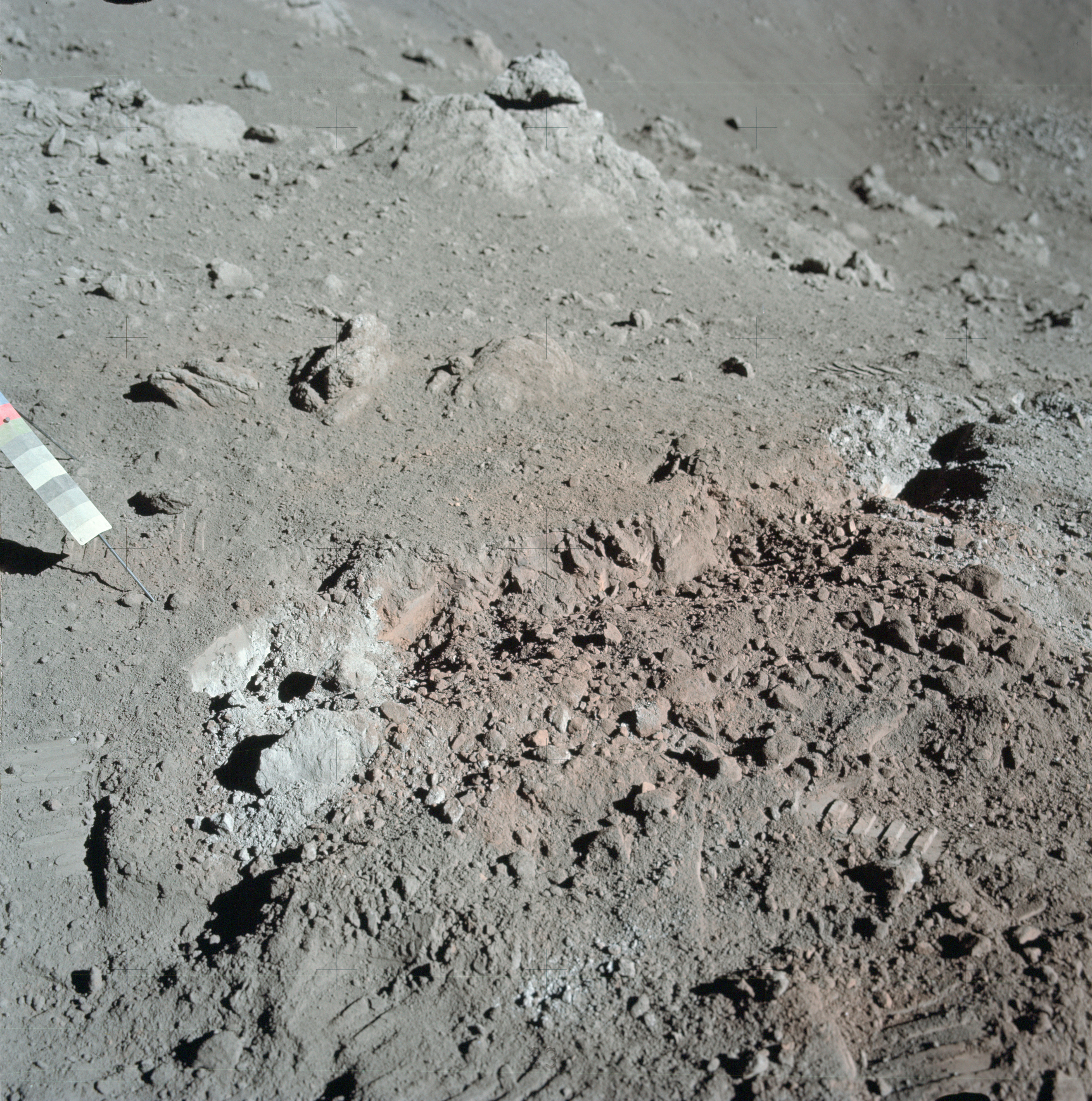
肖特陨石坑中的橙色月壤，阿波罗17号拍摄。

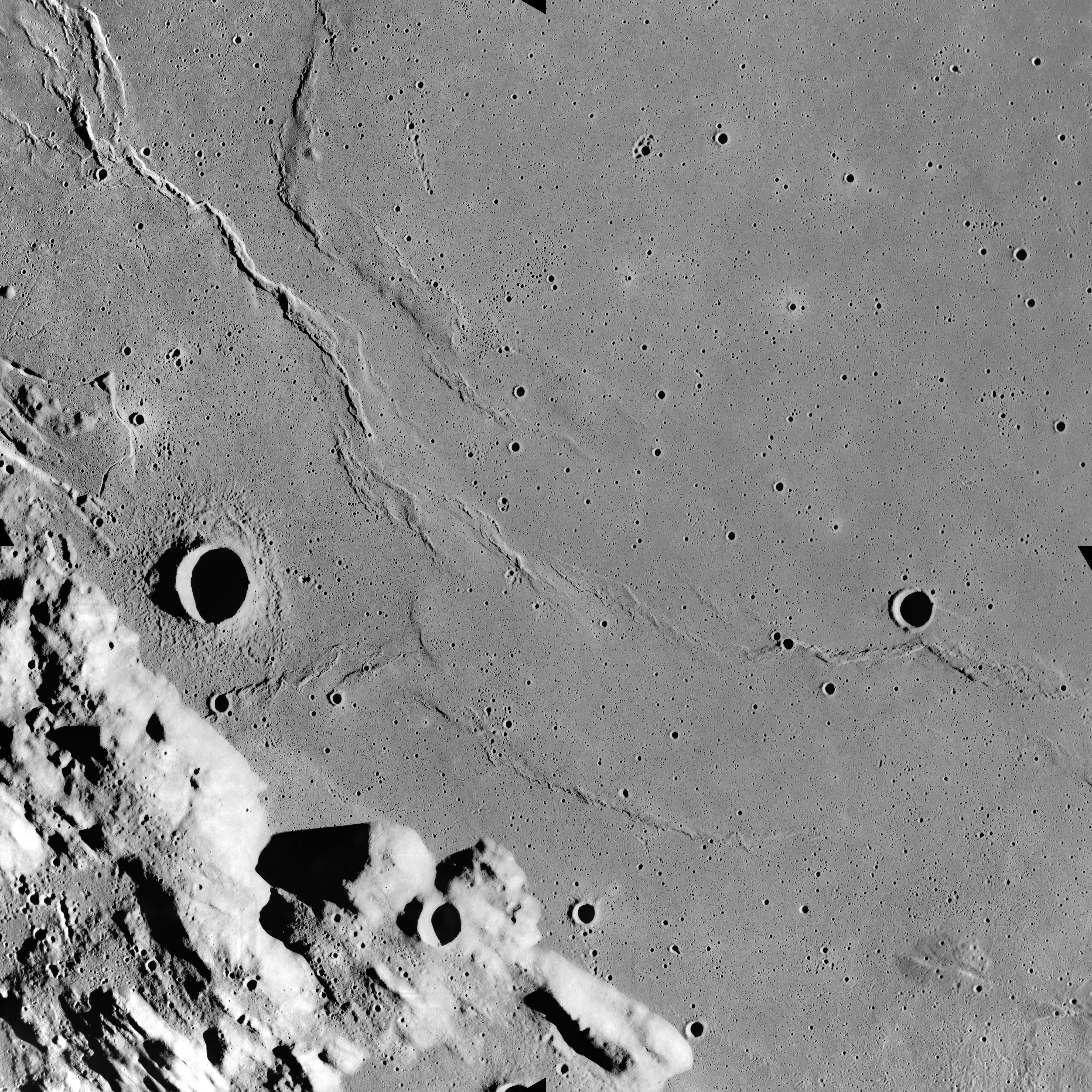
阿波罗17号拍摄的图像

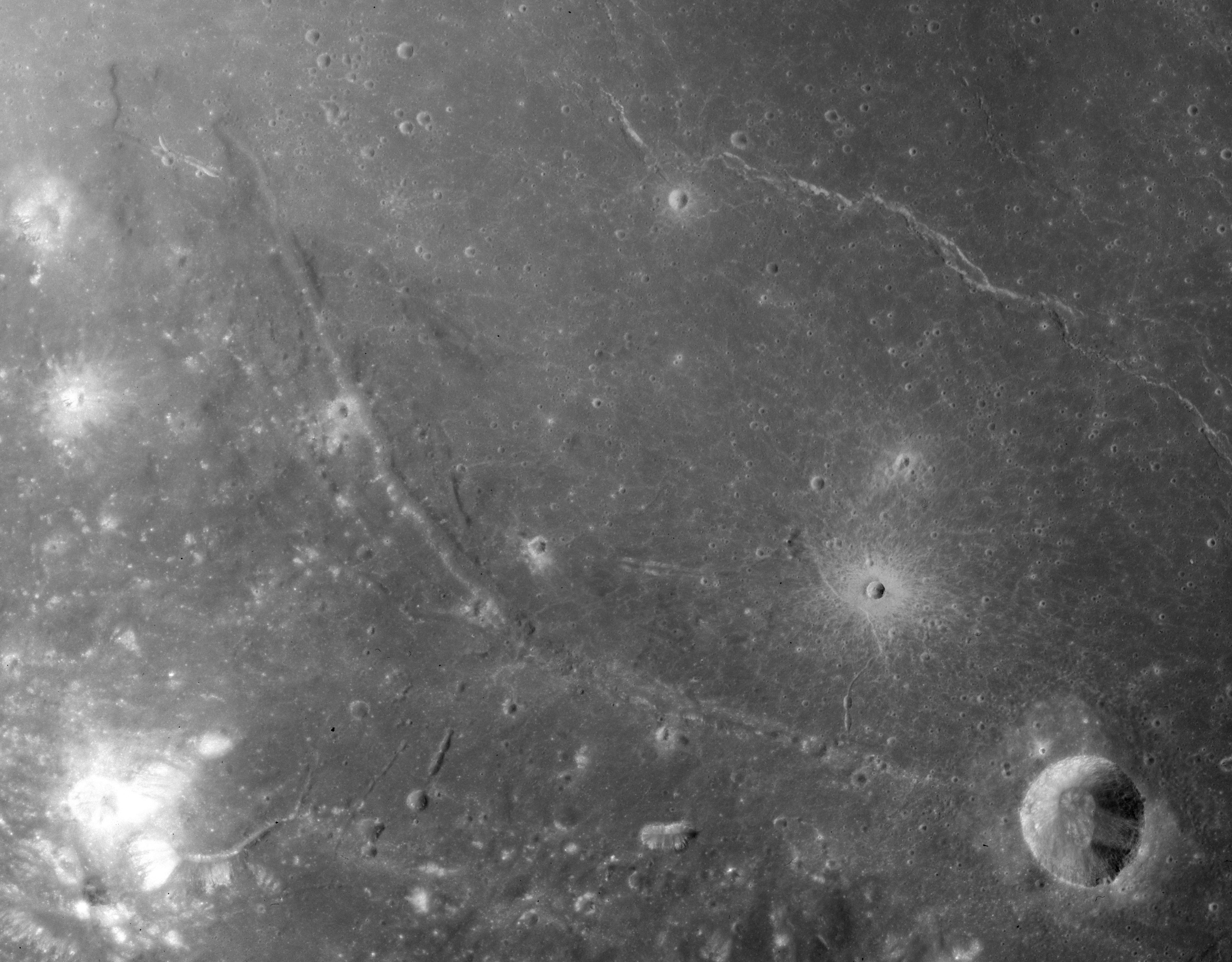
苏尔皮基乌斯·盖路斯月溪

该陨坑坐落在澄海中，东北及东南分别毗邻贝塞尔陨石坑和门纳劳斯陨石坑，往东或南面约10公里横亘着巍峨的海摩斯山脉，陨坑的西北则分布了一系列以它命名的沟壑-苏尔皮西乌斯·加卢斯月溪，而北面则绵延着相交错的巴克兰山脊和冯·科塔山脊。该陨坑中心月面坐标为19°38′N 11°41′E / 19.63°N 11.68°E，直径11.61公里，深约1.897公里，其形态特征隶属于BIO 型（以该类陨石坑的典型代表—毕奥陨石坑所命名）。
苏尔皮基乌斯·盖路斯陨石坑外观呈圆碗状，几乎未受到撞击侵蚀。陨坑壁沿峻峭侧立，内侧壁平整，坑壁高出周边月海430米，在阳光斜照下，在坑底投下锯齿般的阴影。坑内容积约62.60立方千米，反照率相对较高，中部区地表略微隆起，在该陨坑内可看到堆积有大量形成期不久的高地碎岩。
苏尔皮基乌斯·盖路斯陨石坑西侧有一处腰子形凹坑，阿波罗17号宇航员在返回地球前的环月飞行中，在该坑中发现了一片橙色月表（直径约0.2毫米的橙色玻璃状球形颗粒火山物）据推测可能来源于陨坑西北区喷出的火山碎屑流和沉积物。除此之外，阿波罗17号上的宇航员还在该区域其它众多的年轻陨石坑中发现了橙色月壤。阿波罗17号的哈里森·施密特和尤金·塞尔南在所降落的陶拉斯-利特罗谷中的肖特陨石坑内也发现了类似的橙色月壤。
该地区沉积的火山碎屑物中富含大量的硫、锌和铅，陨石坑周边的澄海区中也蕴含有钛铁矿。由于该陨坑所在区域的多样性地质，在月球勘测轨道飞行器项目规则中，被予以了相当大的重视，它也被宣布为美国星座太空计划中一处感兴趣的区域。

## 月溪
苏尔皮基乌斯·盖路斯陨石坑西北分布有一系列被称作苏尔皮基乌斯·盖路斯月溪的沟壑，沿月海边缘蜿蜒、分叉，向西北延伸距离约80公里。

## 卫星陨石坑
按惯例，最靠近苏尔皮基乌斯·盖路斯陨石坑的卫星坑将在月图上以字母标注在它的中心点旁边.
| 苏尔皮基乌斯·盖路斯 | 纬度    | 经度    | 直径   |
| ------------------- | ------- | ------- | ------ |
| A                   | 22.1° N | 8.9° E  | 4 公里 |
| B                   | 18.0° N | 13.0° E | 7 公里 |
| G                   | 19.8° N | 6.3° E  | 6 公里 |
| H                   | 20.6° N | 5.7° E  | 5 公里 |
| M                   | 20.4° N | 8.7° E  | 5 公里 |

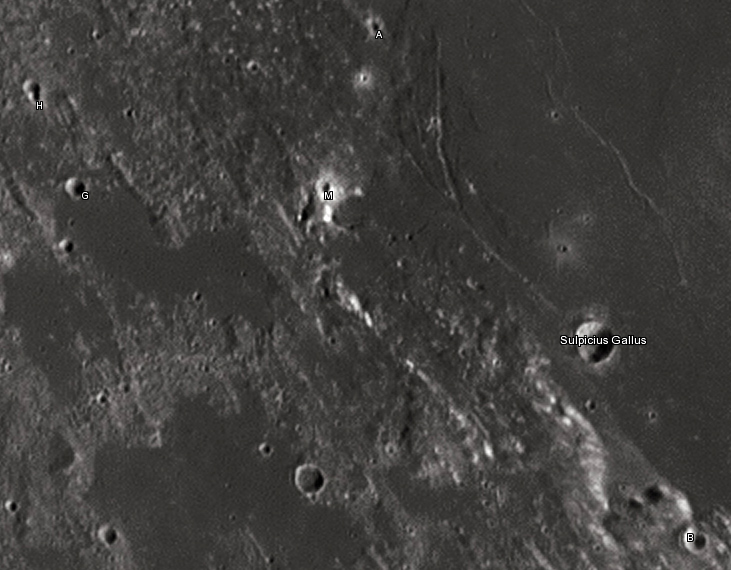
卫星坑图

- 月食期间，曾记录到卫星坑苏尔皮基乌斯·盖路斯 M表面温度发生异常，这主要是其地质龄不长，表面尚未形成能产生隔热作用的表岩屑覆盖层所致。

## 参引资料
1. 1 2 3  Lunar Impact Crater Database
2. ↑   (PDF).   [2017-05-31]. （原始内容存档 (PDF)于2012-05-05）.
3. ↑  .   [2017-05-31]. （原始内容存档于2020-11-27）.
4. ↑  Lucchitta, B. K. and H. H. Schmitt (1974) Orange Material in the Sulpicius Gallus Formation at the Southwestern Edge of Mare Serenitatis, Proc. Fifth Lunar Conference, Geochimica et Cosmochimica Acta 1 (Supplement 5): 223-234.
5. ↑  Rimae Sulpicius Gallus on Moon （页面存档备份，存于） Gazetteer of Planetary Nomenclature, IAU, USGS, NASA

## 另请参阅
- . European Space Agency. 2006-07-12  [2006-07-18]. （原始内容存档于2012-10-23）.
- J.F. Bell III; B. R. Hawke. . Icarus. 1995, 118: 51–68  [2017-05-31]. Bibcode:1995Icar..118...51B. doi:10.1006/icar.1995.1177. （原始内容存档于2016-03-03）.

- Andersson, L. E.; Whitaker, E. A. . NASA RP-1097. 1982.
- Blue, Jennifer. . USGS. July 25, 2007  [2007-08-05]. （原始内容存档于2018-12-25）.
- Bussey, B.; Spudis, P. . New York: Cambridge University Press. 2004. ISBN 978-0-521-81528-4.
- Cocks, Elijah E.; Cocks, Josiah C. . Tudor Publishers. 1995. ISBN 978-0-936389-27-1.
- McDowell, Jonathan. . Jonathan's Space Report. July 15, 2007  [2007-10-24]. （原始内容存档于2018-12-25）.
- Menzel, D. H.; Minnaert, M.; Levin, B.; Dollfus, A.; Bell, B. . Space Science Reviews. 1971, 12 (2): 136–186. Bibcode:1971SSRv...12..136M. doi:10.1007/BF00171763.
- Moore, Patrick. . Sterling Publishing Co. 2001. ISBN 978-0-304-35469-6.
- Price, Fred W. . Cambridge University Press. 1988. ISBN 978-0-521-33500-3.
- Rükl, Antonín. . Kalmbach Books. 1990. ISBN 978-0-913135-17-4.
- Webb, Rev. T. W.  6th revised. Dover. 1962. ISBN 978-0-486-20917-3.
- Whitaker, Ewen A. . Cambridge University Press. 1999. ISBN 978-0-521-62248-6.
- Wlasuk, Peter T. . Springer. 2000. ISBN 978-1-85233-193-1.